# Active Central Differential
Active Central Differential w skrócie ACD jest to aktywny centralny dyferencjał. System ten pozwala na przeniesienie napędu na różnych nawierzchniach. System ten w większości ma trzy rodzaje nawierzchni: asfalt, szuter oraz śnieg. Rodzaj nawierzchni wybierany jest ręcznie przez kierowcę. Podczas jazdy na asfalcie system rozdziela moc pojazdu równo na przód i tył. Podczas jazdy na szutrze 65% mocy system daje na tylną oś, a 35% na przednią. Natomiast podczas jazdy na śniegu system daje 65% mocy na przednią oś, a 35% na tylną.